# Tokamak HL-2M

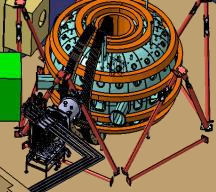
Tokamak HL-2M

Tokamak HL-2M je čínský střední tokamak nacházející se v Le-šanu, který vznikl obnovením tokamaku HL-2A. Byl postaven Southwestern Institute of Physics (SWIP) a China National Nuclear Corporation (CNNC)  Byl stavěn v letech 2018–2019, jeho dohotovení bylo oznámeno 26. prosince 2019 a očekává se, že jeho provoz bude spuštěn v roce 2020. Vznikl pro vytvoření vědecké a technické základny pro přístup k energii z jaderné syntézy ve spolupráci Mezinárodním termonukleárním experimentálním reaktorem (ITER). Jedním z hlavních cílů tokamaku HL-2M je kontrolovaně a účinně vytvářet extrémně horké plazma o teplotě až 200 milionů °C.
Fúzní vědec James Harrison z britské United Kingdom Atomic Energy Authority (UKAEA) uvedl, že čínský tokamak HL-2M se od ostatních liší tím, že má k dispozici flexibilní magnetické pole. Operátoři tokamaku tak budou moci magnetické pole do určité míry nastavovat, což má za následek větší ochranu před vnitřního prostoru tokamaku před plazmatem. V budoucnosti je v plánu ještě spoustu experimentů na tokamaku HL-2M a výsledky by mohly výrazně ovlivnit design budoucích nových tokamaků.
Ačkoli je často nazýván jako "umělé slunce", ve skutečnosti je jeho teplota mnohem vyšší. Uvádí se, že jeho teplota dosáhne až 200 milionů °C, kdežto Slunce má v jeho středu "pouze" 15 milionů °C. 

## Historie tokamaků v Číně
Před více než padesáti lety SWIP postavil více než 20 experimentálních zařízení pro výzkum nukleární fúze. Kromě toho postavil dva středně velké tokamaky v letech 1984 a 1994 (HL-1 a HL-1M). HL-1 byl prvním obrovským projektem magnetické fúze v Číně. Jeho velký úspěch velmi pomohl Číně v budování dalších experimentů s dražšími designy a konstrukcí. V roce 2002 SWIP vybudoval další tokamak HL-2A, který byl prvním tokamakem s divertorovou konfigurací v Číně. HL-2A dosáhl řady průlomů, které stanovili milníky v historii magnetické fúze v Číně, např. nejvyšší teplotu elektronů a iontů. Novým tokamakem je HL-2M, která má pokročilý divertor. Je navržen tak, aby měl plazmový proud 3MA a vysokou teplotu iontů.

## Další čínské tokamaky

#### EAST
Experimental Advanced Superconducting Tokamak 先进超导托卡马克实验装置 je jeden z nejznámějších čínských tokamaků. V provozu je od roku 2006 a nachází se v Hefei. Spadá pod organizaci Hefei Institutes of Physical Science. 12. listopadu 2018 dosáhl teploty 100 milionů °C.

#### J-TEXT
Joint Texas EXperimental Tokamak je dalším čínským tokamakem. V provozu je od roku 2007 a nachází se ve Wuhanu. Spadá pod organizaci Huazhong University of Science and Technology.

#### CFETR
China Fusion Engineering Test Reactor je nově plánovaný tokamak v Číně. Jeho výstavba by měla začít do roku 2030. Spadá pod organizace Institute of Plasma Physics a Chinese Academy of Sciences.